# Henrik de la Vallée
Henrik de la Vallée, född 1634 i Haag, död 1676 i Stockholm, var en verkmästare vid slottet Tre Kronor i Stockholm och tecknare.
Han var son till Kunglig majestäts architecteur Simon de la Vallée och Marguerite de Villars samt gift i Paris 1655 med Marie Perelle.
Henri, senare försvenskat Henrik de la Vallée var verkmästare vid byggandet av Stockholms slott 1665 och blev stadsingenjör i Stockholm 1665. Han utbildades av sin äldre bror, kungl. arkitekten Jean de la Vallée i ingenjörsyrket och troligen även som ornamentkonstnär. Bland hans bevarade arbeten är slutresultatet av de ritningar han utförde över Maria Eleonoras och Karl X Gustavs praktfulla likkistor i tenn som finns i Riddarholmskyrkan.. "Måhlaren la Vale" som påträffats i räkenskaperna för Magnus Gabriel de la Gardies Venngarn 1665 är troligen identisk med Henrik de la Vallée. Möjligen anlitades han här för interiördekoration. Året därpå finner vi honom i arbete på Clas Totts Ekolsund, också ett stort mälargods med slottsliknande bebyggelse. Här var han dock "konduktör" dvs. arbetsledare över de meniga soldater som användes för grovarbeten i samband med uppförandet av den nya södra slottsbyggnaden. 1666 arbetade han även med interiördekoration i Gustav Bondes stora palatsbygge vid Riddarhuset på stadsholmens västsida. Viktigare är nog att han efterträdde Stockholms förste stadsingenjör Anders Torstensson och bl.a. anlitades som stadsplanerare efter den stora branden i  Nyköping 1665. Han kom även att samarbeta med stadsarkitekten Nicodemus tessin d.ä. och anlitades för en mängd uppdrag av ingenjörskaraktär av Stockholms stad.